# Freddy Mamani Laura

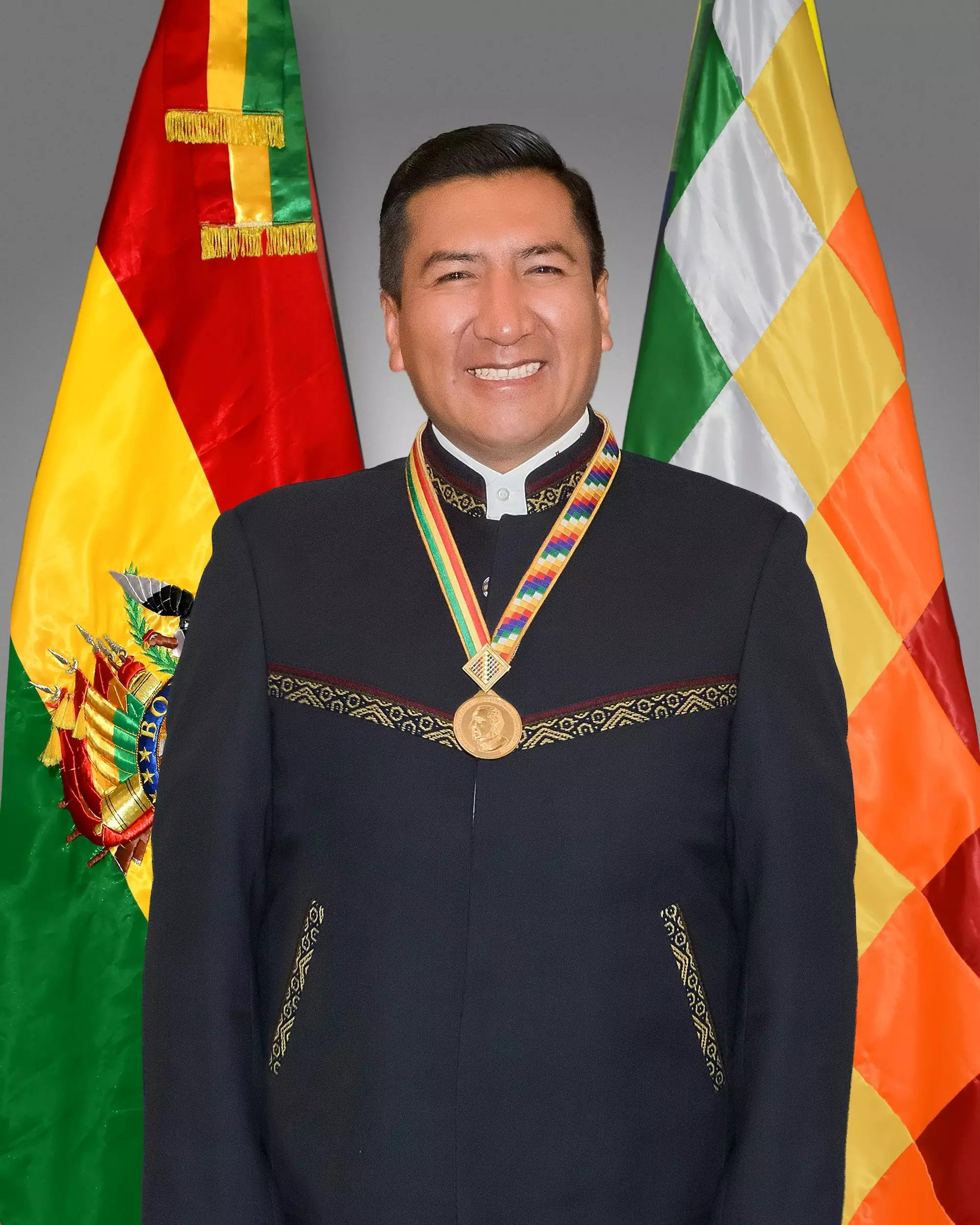
Freddy Mamani Laura (2020)

Freddy Mamani Laura (* 8. Dezember 1974 in Achiri, Provinz Pacajes, Departamento La Paz) ist ein bolivianischer Politiker des MAS-IPSP, der seit 2020 Mitglied des Abgeordnetenhauses von Bolivien ist und zwischen 2020 und 2022 dessen Präsident war.

## Leben
Freddy Mamani Laura, Sohn von Bonifacio Mamani und Silveria Laura, leistete nach dem Schulbesuch in Achiri seinen Militärdienst bei den Streitkräften Boliviens in La Paz und absolvierte daraufhin ein Lehramtsstudium am Instituto Normal Superior „René Barrientos Ortuño“ in Caracollo. Im Anschluss unterrichtete er als Lehrer in der Region Yungas und engagierte sich später als Leitender Angestellter beim Verband der Landlehrer im Departamento La Paz sowie beim Nationalen Verband der Landlehrer Boliviens CONMERB (Confederación Nacional de Maestros Rurales de Bolivia). Bei der Parlamentswahl am 20. Oktober 2019 wurde er für den MAS zum Mitglied des Abgeordnetenhauses von Bolivien gewählt, des Unterhauses der Plurinationalen Legislativen Versammlung Boliviens. Er gehörte dieser bis zum 10. November 2019 an, als nach wochenlangen Protesten Staatspräsident Evo Morales zunächst Neuwahlen und schließlich seinen Rücktritt ankündigte.
Bei der Parlamentswahl am 18. Oktober 2020 wurde Mamani auf der Liste des MAS-IPSP im Departamento La Paz erneut zum Mitglied Abgeordnetenhauses von Bolivien gewählt. Seine Stellvertreterin wurde Persida Trifena Abi Guaygua Tola. Unmittelbar nach der Wahl wurde er am 3. November 2020 zum Präsidenten des Abgeordnetenhauses gewählt und bekleidete dieses Amt in den Sitzungsperioden 2020/2021 und 2021/2022 bis zum 4. November 2022, woraufhin Jerges Mercado Suárez neuer Parlamentspräsident wurde.
Mit Stand 2024 ist Freddy Mamani Mitglied des Ausschusses für Bildung und Gesundheit und des Unterausschusses für Gesundheit, Sport und Freizeit.